# Thomas François Boutry
Pour les articles homonymes, voir Boutry.
Thomas François Boutry, né le 31 octobre 1845 à Neuvy-les-Moulins (Allier)  et mort le 20 mars 1925, est un évêque du Puy-en-Velay, de 1907 à 1925.

## Biographie
Thomas François fait ses études au séminaire français de Rome. Il est docteur en théologie et en droit canon. Le 1er juillet 1871 il est nommé chapelain à l'église Saint-Louis-des Français de Rome. Il est aumônier de l'hôpital à Vichy en 1873. En 1882 il devient préfet des études au petit séminaire de Moulins, puis, le 12 avril 1883 chanoine titulaire de la cathédrale. En août 1893 l'évêque le nomme vicaire général du diocèse de l'Allier.
Il est nommé par le Saint-Siège évêque du Puy, en remplacement de Constant Guillois, démissionnaire. Sacré évêque le 24 juin 1907 à Moulins par Émile Lobbedey, il est intronisé au Puy le 9 juillet.
Thomas François Boutry a des idées très à droite, il paie probablement sa cotisation à l'Action Française,. Il entretient cependant de bonnes relations avec les catholiques engagés dans le journal l'Avenir dans lequel sont présents des monarchistes et des républicains.
Au cours de son mandat il inaugure, le 11 avril 1910, la statue monumentale de saint Joseph sur le rocher d’Espaly. Le 7 septembre 1913 il couronne la statue romane de Notre-Dame d’Estours, paroisse de Champels, près de Saugues.

## Publications
- Lettre pastorale (n° 11)  Sur nos devoirs envers l'Église, et mandement pour le saint temps du carême de l'an de grâce 1914, 14 février 1914, Le Puy, impr. de 'l'Avenir de la Haute-Loire', 33 p.
- Allocution prononcée à la cérémonie du mariage de M. Alfred Chastelain de Thérouanne avec Mlle Mathilde Sorin de Bonne, 2 juillet 1912, Paris, Impr. de P. Féron-Vrau, 16 p.